# Mephisto (Marvel Comics)
Mefisto (Mephisto no original) é um demônio e é ele quem regula a terra extra-dimensional dos mortos, às vezes chamada de "Inferno" ou "Hades." Mefisto é frequentemente confundido com a versão bíblica de Satã. Acredita-se que o Mefisto e muitos outros "Senhores do Inferno" foram criados da concentração de energia negativa deixada no lago do esquecimento, o "Elder Gods", quando foram trazidos para a Terra pela entidade Atum há milhões de anos.
O Surfista Prateado e Thor, o deus do trovão, tornaram-se inimigos perenes de Mefisto, que, por sinal, detesta o fato de eles serem brilhantes, exemplo de como a raça humana pode um dia vir a se tornar.
Mefisto é responsável por inúmeros acontecimentos no universo da Marvel, incluindo:
- A captura e a apreensão da alma de Cynthia Von Doom — a mãe do Doctor Doom.
- A criação do Motoqueiro Fantasma, colocando o demônio Zarathos no corpo de Johnny Blaze. Como "Satã", Mefisto amaldiçoou Blaze por anos.
- A formação do "Six-Fingered Hand" - junto com outros cinco demônios -, para entrar em guerra com o grupo de super-heróis: Defensores.
- A criação do personagem Blackheart, uma entidade demoníaca que amaldiçoa muitos heróis na Terra.
- A mudança na vida de Peter Parker, alterando a história e os acontecimentos relacionados ao Homem-Aranha no Universo 616, fazendo com que todos que haviam sabido sua identidade secreta a esquecessem (Peter havia revelado a todos que era o Homem-Aranha durante os eventos da Guerra Civil); além disso, fez com que o casamento de Peter com Mary Jane fosse apagado, como se nunca tivesse acontecido. Tudo isso em troca da restauração da saúde da Tia May, que estava prestes a morrer ao ser baleada por um tiro que era para atingir Peter.

## Poderes e Habilidades
Mefisto é um demônio de alta ordem, sendo capaz de fazer muitas coisas sobrenaturais, como:
- Atributos físicos super humanos
- Levitação
- Poderes ilusórios
- Alteração temporal
- Mudança de forma
- A habilidade de tirar a alma dos seres vivos (mas só mediante a um pacto)
- Capacidade de se regenerar dos mais severos danos a partir de apenas um pensamento "profano".

## Em outros meios

### Televisão
- Mefisto fez uma breve aparição no Spider-Man and His Amazing Friends em "The Prison Plot" como uma das ilusões mostradas por Mastermind.
- Mefisto apareceu na segunda temporada do desenho do "Surfista Prateado" com sua natureza demoníaca suavizada para que fosse possível a transmissão para crianças.[1] Ele aparece no fim do episódio 21, Down To Earth, parte 3.

### Filmes
- O ator Peter Fonda interpreta o personagem Mefisto (como Mefistófeles) ao lado de Blackheart no filme Motoqueiro Fantasma (2007). Mefisto aparece junto com Coração Negro, em sua forma humana na maior parte do filme, apenas mostrando de relance aparência de um animal chifrudo.
- Aparece também na continuação Motoqueiro Fantasma: O Espírito da Vingança (2012), com a alcunha de Roarke (Ciarán Hinds), sua forma humana.[2][3]

### Música
- Mephisto é citado na música "Oh, Mefisto" da banda brasileira de rock cômico U.D.R.

### Vídeo game
- Mefisto também aparece no jogo do Marvel Utimate Aliance para varias plataformas.
- Mefisto também aparece no jogo do Surfista Prateado para o Nintendo.
- Mefisto  também aparece como um personagem secreto no jogo "Marvel Super Heroes vs. Street Fighter" como uma pallete swap do personagem Coração Negro.
- A voz de Mefisto pode ser ouvida em uma missão bônus do jogo de video game do Quarteto Fantástico de 2005.
- Mefisto aparece no jogo do Motoqueiro Fantasma para video game.
- Mefisto também aparece no jogo de sucesso mundial Marvel Torneio de Campeões como personagem jogável.[4]